# Jimena Quirós
Jimena Quirós Fernández Tello (Almeria, 5 de desembre de 1899 – Madrid, 1983) va ser una científica espanyola considerada la primera dona oceanògrafa del país. Va ser la primera dona científica de l'equip de l'Institut Espanyol d'Oceanografia (IEO), centre fundat l'any 1914, dedicat a la recerca en ciències marines.

## Primers anys i formació
Jimena Quirós Fernández Tello era la filla petita d'una família nombrosa que viatjava sovint per la feina del pare, José María Quirós Martín, enginyer d'instal·lacions de gas que havia vingut de Madrid a Almeria com a agent d'explosius per a mines. La seva mare era Carmen Fernández-Tello, una mestra titulada i emprenedora que va obrir una escola privada fröbeliana a la ciutat andalusa. Gràcies a la seva activitat, tota la seva descendència va tenir suport després que el pare abandonés la família poc després de néixer Jimena.
Quirós es va traslladar a Madrid l'any 1917, abans de fer els 18 anys, per estudiar Ciències a la Universitat Central (precedent de la Universitat Complutense de Madrid), mentre vivia a la Residencia de Señoritas (literalment, Residència de Dones Joves, el primer centre oficial dedicat a fomentar la formació universitària de les dones a Espanya). Jimena Quirós hi va conèixer dones del món de la cultura, la ciència i la política a Espanya de la primera meitat del segle xx, com Maruja Mallo, María Zambrano, Clara Campoamor, Matilde Huici o Victoria Kent, també residents o professores.

## Carrera científica
El seu interès per l'oceanografia va créixer i, l'abril de 1920, mentre continuava els seus estudis, va començar a treballar en la recerca en ciències marines com a becària a l'Institut Espanyol d'Oceanografia (IEO). Aquest mateix estiu va viatjar a Santander per ajudar en la preparació d'un projecte que es duria a terme l'any següent. L'any 1921, pocs mesos després de graduar-se en Ciències amb menció especial, es va convertir en la primera dona científica espanyola en una campanya oceanogràfica. L'expedició, liderada per l'IEO, va tenir lloc a bord del vaixell Giralda, va durar un mes i va recórrer les costes espanyoles de la Mediterrània. Jimena va treballar en el projecte com a assistent de l'oceanògraf i naturalista francès Julien Thoulet, de la Universitat de Nancy. En tornar-ne, al 1922, i amb només 22 anys, va guanyar una oposició i es va incorporar al laboratori de l'IEO de les Illes Balears. Va ser la primera dona científica contractada per la institució en la seva història.
El març de 1922 es va traslladar als laboratoris situats a Màlaga per investigar la biologia dels mol·luscs. El Boletín de Pescas de l'IEO de l'any 1923 va publicar el seu article sobre aquest treball, el primer article d'oceanografia científica escrit per una dona a Espanya: «Algunos moluscos comestibles de la provincia de Málaga». En aquest estudi, Jimena Quirós detallava la biologia de més d'una quarantena d'espècies, i també informava de l'esgotament d'algunes d'elles als caladors i zones de pesca de la badia de Màlaga, pel fet de no haver respectat els temps de veda. Al desembre d'aquell mateix any tornà a la seu central de l'IEO a Madrid i emprengué la seva carrera docent, impartint clase de Zoología, Biología, Geología i Mineralogía.
L'any 1925, Adrien Robert, professor a la Sorbona de París, impartia un curs de biologia marina a l'IEO, al qual assistí. Interessada pel tema, Quirós va viatjar durant l'estiu a treballar al Laboratori de la Universitat de París i a l'Estació Biològica de Roscoff, a la Bretanya (França). El seu creixent interès pels viatges i l'aprenentatge la va portar a sol·licitar a la Junta per a l'Ampliació d'Estudis i Investigacions Científiques (JAE), una beca d'un any al Physiography Laboratory de la Universitat de Colúmbia, a Nova York, i a treballar amb alguns dels millors científics de l'època. Va rebre la beca l'any 1926 i hi va viatjar per treballar en la geografia física de l'atmosfera i els oceans, en un temps a l'estranger que li va ser molt profitós.

## Darrers anys
El maig de 1932 Quirós va ser destinada al mar Cantàbric per obtenir dades oceanogràfiques. Durant tres mesos va prendre mesures diàries de la temperatura, transparència i salinitat de l'aigua en dues estacions dins i fora de la badia de Santander. En els seus informes va assenyalar els errors metodològics en les directrius de les mostres que li havien fet, i es va mostrar molt crítica amb els treballs recents fets a la badia. Per desacords amb algunes persones de l'IEO, al seu retorn se li va obrir un expedient disciplinari, del qual va ser exonerada a mitjans de 1934 per manca de fonament de les acusacions. Tanmateix, durant aquest procés,  Jimena Quirós va buscar una oportunitat per canviar d'aires i va seguir els cursos de selecció de professorat per impartir classes a secundària. Durant un curs va exercir com a professora d'Història Natural al Nou Institut Nacional de Bilbao.
A finals de 1934 va tornar a Madrid i es va reincorporar a l'IEO, però a l'inici de la Guerra Civil, el Govern de la República li va demanar que tornés a exercir com a professora de batxillerat. El maig del 1938 Jimena Quirós va ser destituïda del seu càrrec a l'IEO.

## Activisme polític
A més de la ciència, Jimena Quirós va ser una notable defensora de la igualtat de gènere i va treballar en política per lluitar pels drets de les dones. Des de 1924 va ser vicepresidenta de l'Associació Espanyola de Dones Universitàries i el 1928 va dirigir l'organització de la XII conferència de la Federació Internacional de Dones Universitàries (IFUW), encarregada a Espanya.
En aquells anys participà en actes i campanyes en favor dels drets de la dona, i també va impartir conferències a la Societat Geogràfica Nacional i al Lyceum Club Femenino.
L'any 1930, després de la caiguda de la dictadura de Primo de Rivera, Quirós es va afiliar al Partit Republicà Radical Socialista. A partir de 1932, va presidir la Comissió de Dones del partit en la seva recerca per aconseguir la igualtat de drets de les dones.

## Després de la guerra civil
Acabada la guerra, el bàndol nacional va ordenar a Jimena que tornés a Madrid i comparegués davant el Ministeri de Marina, que va començar a investigar-la. L'octubre de 1940 se li va comunicar el seu cessament definitiu en considerar-la «d'idees d'esquerres, per haver pertangut al Partit Republicà Radical Socialista des de la seva fundació, haver participat en les deliberacions i debats del Congrés del Partit i, quan es va produir l'Alçament, continuar fent manifestacions de la mateixa ideologia i, en relació amb els dirigents del Front Popular, haver rebut diferents càrrecs, predominantment culturals.
Va sobreviure a la guerra, però tant la seva carrera científica com la seva lluita per la igualtat es van veure truncades. A partir d'aquell moment va treballar donant classes particulars en una acadèmia privada i tenint cura de la seva mare.
El novembre de 1966, Jimena Quirós va emprendre el seu intent d'exigir el reingrés a l'IEO. Va obtenir la rehabilitació tres anys després, tot i que va continuar reclamant tots els seus drets. Va morir a Madrid l'any 1983.